# Godelheim
Godelheim ist ein südöstlicher Stadtteil von Höxter im nordrhein-westfälischen Kreis Höxter.
In Richtung Höxter befindet sich die Godelheimer Seenplatte, in Richtung Bosseborn der Langenberg und der Brunsberg. Godelheim durchfließt der Maibach, der in die Nethe fließt, die wiederum in unmittelbarer Nähe von Godelheim in die Weser mündet. Westlich des Ortes liegt Maygadessen.

## Geschichte
Godelheim gehörte bis 1803 zum Stift Corvey und anschließend bis 1807 zum Fürstentum Corvey. Von 1807 bis 1813 bildete Godelheim eine Gemeinde im Kanton Höxter des Departements der Fulda im Königreich Westphalen und fiel dann an Preußen. 1816 kam die Gemeinde zum neuen Kreis Höxter, in dem sie zum Amt Höxter-Albaxen gehörte, aus dem im 20. Jahrhundert das Amt Höxter-Land wurde. Am 1. Januar 1970 wurde Godelheim in die Kreisstadt Höxter eingegliedert.

### Einwohnerentwicklung
| Jahr       | Einwohner | Quellen |
| ---------- | --------- | ------- |
| 1821       | 483       | [ 3 ]   |
| 1843       | 594       | [ 4 ]   |
| 1864       | 649       | [ 5 ]   |
| 1871       | 659       | [ 6 ]   |
| 1885       | 707       | [ 7 ]   |
| 1895       | 720       | [ 8 ]   |
| 01.12.1910 | 691       | [ 9 ]   |
| 1925       | 785       | [ 10 ]  |
| 1933       | 848       | [ 10 ]  |
| 1939       | 878       | [ 10 ]  |
| 1946       | 1241      | [ 11 ]  |
| 06.06.1961 | 1181      | [ 12 ]  |
| 31.12.1967 | 1188      |         |
| 31.12.1969 | 1189      | [ 13 ]  |
| 23.06.1998 | 1022      | [ 14 ]  |
| 31.12.2003 | 975       | [ 14 ]  |
| 31.12.2005 | 988       | [ 14 ]  |
| 31.12.2006 | 978       | [ 14 ]  |
| 31.12.2007 | 977       | [ 14 ]  |
| 30.06.2008 | 965       | [ 14 ]  |
| 30.06.2011 | 917       | [ 14 ]  |
| 31.12.2012 | 924       | [ 14 ]  |
| 31.12.2015 | 914       |         |
| 31.12.2016 | 890       | [ 15 ]  |
| 31.12.2017 | 898       | [ 16 ]  |
| 31.12.2020 | 914       | [ 1 ]   |

## Katholische St.-Johannes-Baptist-Kirche

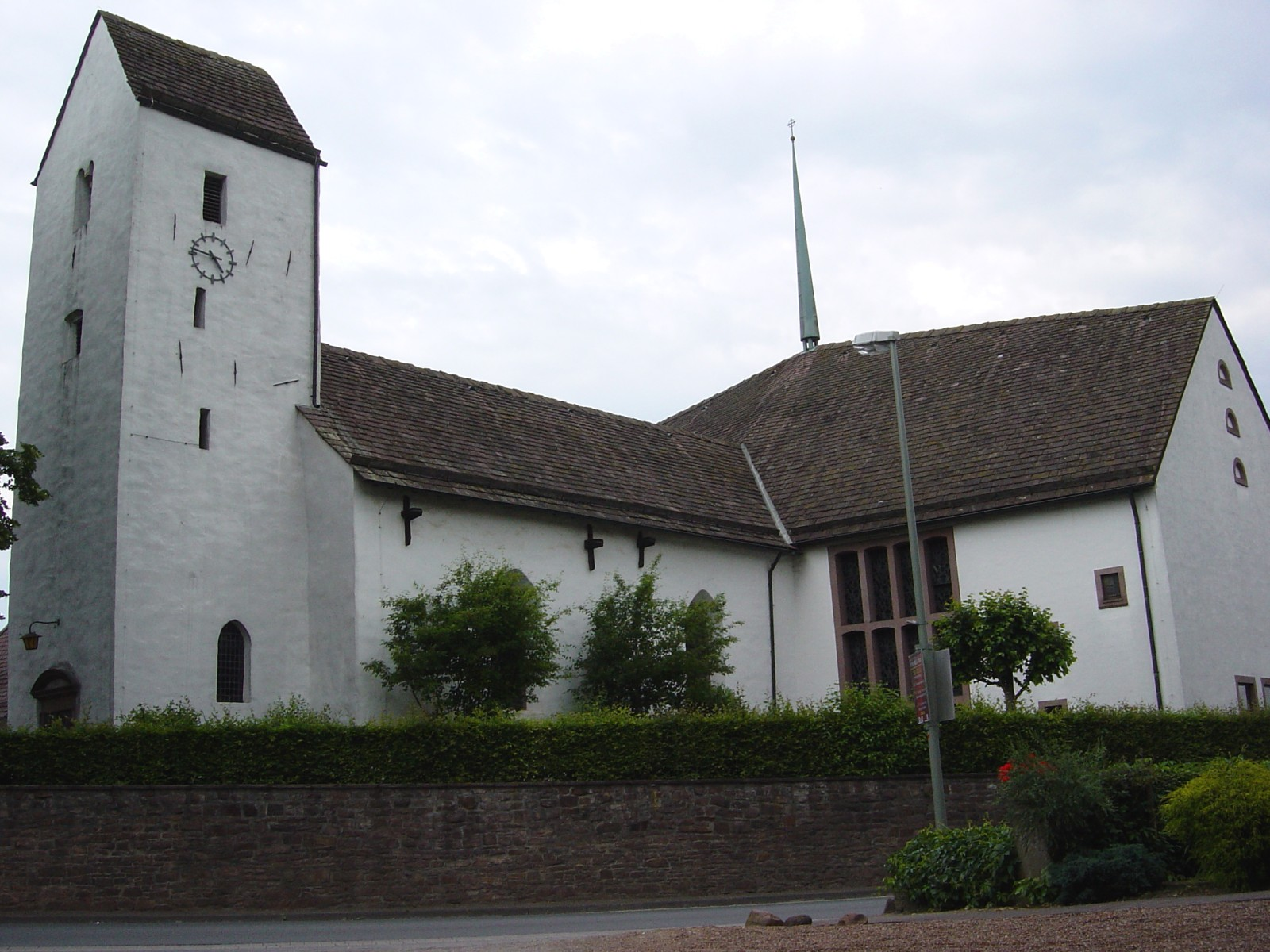
Pfarrkirche St. Johannes Baptist

Bereits im Jahre 775 wurde im Zentrum des Ortes eine kleine Kapelle gebaut. 975 wurde das Mittelstück und 1200 wurde der Kirchturm gebaut. Der Erweiterungsbau der Pfarrkirche St. Johann Baptist wurde 1963 eingeweiht.

## Verkehr
Der Haltepunkt Höxter-Godelheim an der Bahnstrecke Langeland–Kreiensen wird im Stundentakt von der „Egge-Bahn“ Paderborn–Altenbeken–Ottbergen–Holzminden(–Kreiensen) bedient.

## Gut Maygadessen

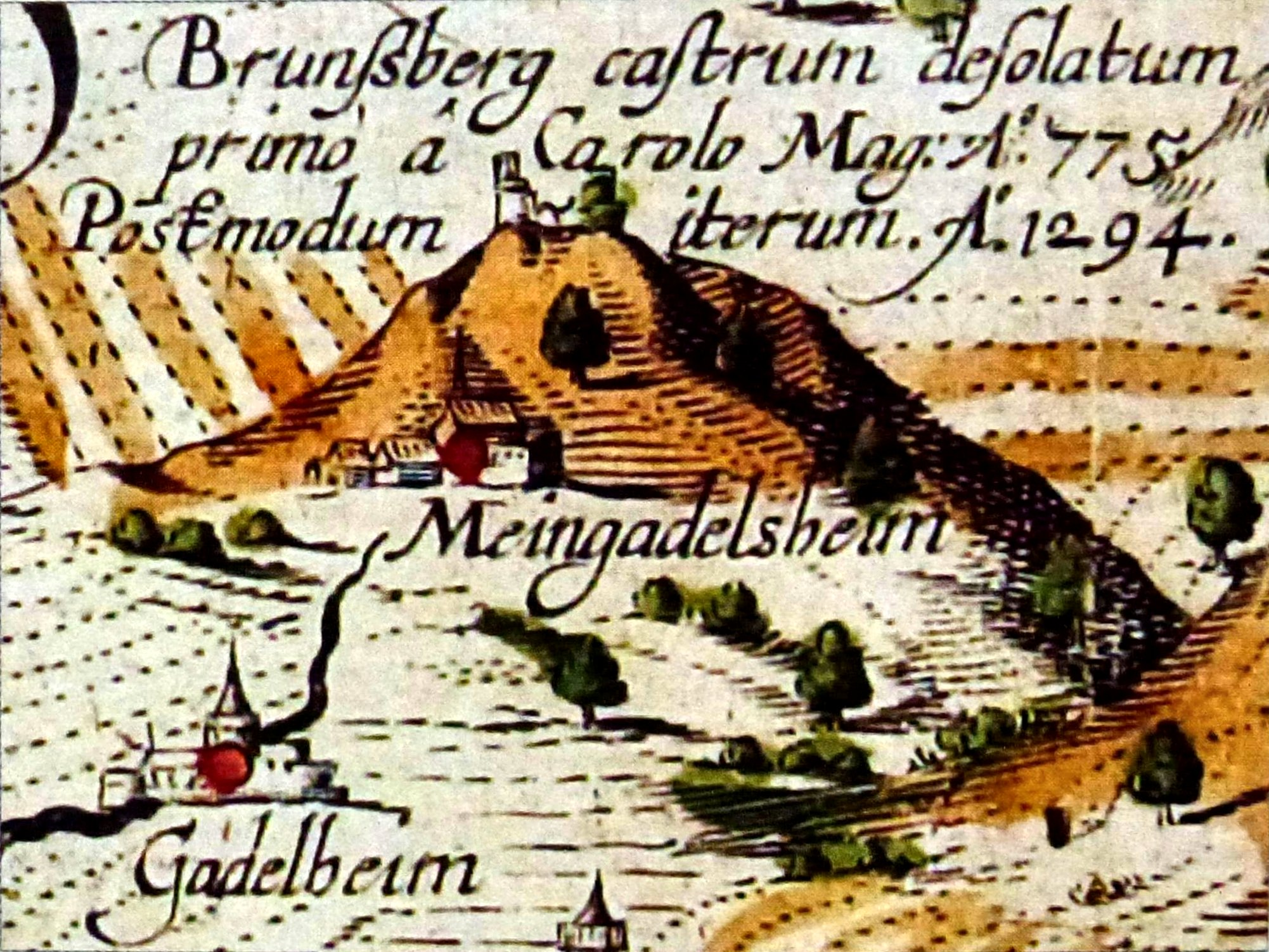
Godelheim und Maygadessen vor der Brunsburg, Ausschnitt aus der Karte der Fürstabtei Corvey um 1620

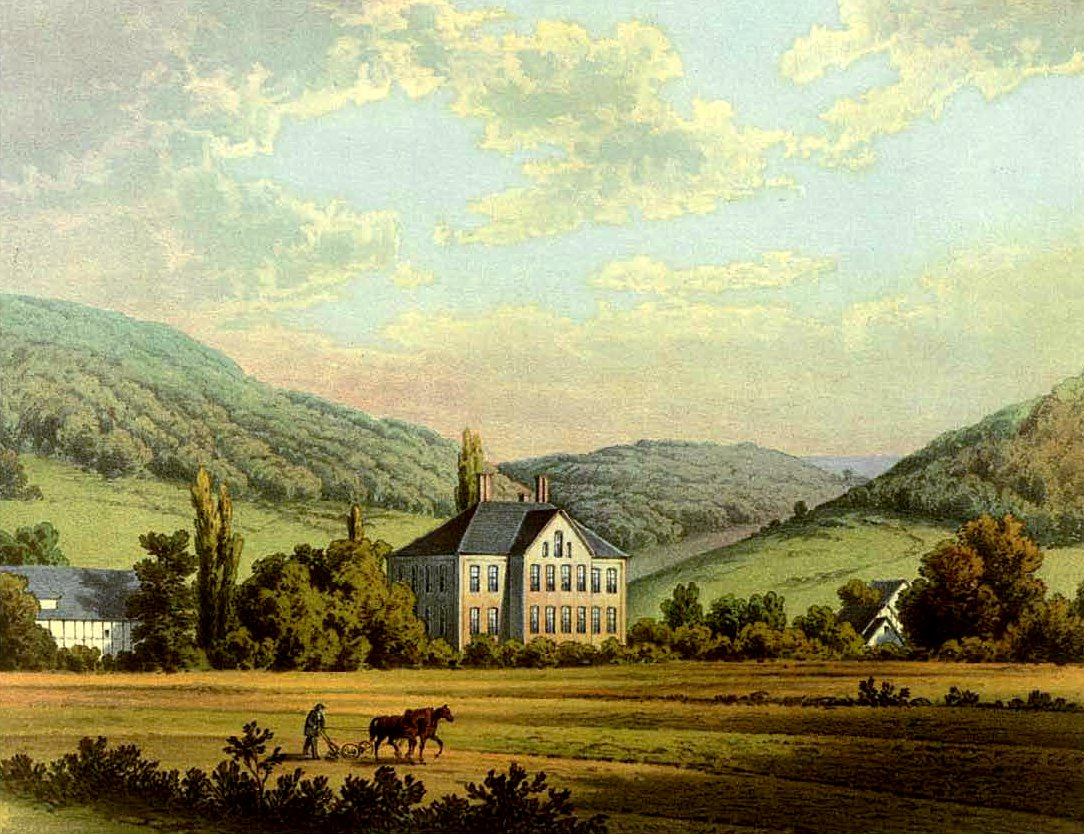
Schloss Maygadessen um 1860, Sammlung Alexander Duncker

Das ursprünglich wohl im Besitz der Herren von Boffessen (Boffzen) befindliche Rittergut wurde erstmals 1490 erwähnt, als es der Corveyer Abt Hermann von Bömelburg (Boyneburg) erwarb. Das Herrenhaus wurde im 16. Jahrhundert neu errichtet und 1851 – unter Verfüllung der Gräfte bis auf den westlichen Arm – durch einen Neubau ersetzt. Bis 1914 blieb es im Besitz desselben Geschlechts, zuletzt des Freiherrn Friedrich Wilhelm von Boemelburg. Seit 1917 ist es im Besitz der Freiherren von Wolff-Metternich.

## Persönlichkeiten
- Heinrich Schlüter (1883–1971), Vorsitzender der CDU des Kreises Höxter, Juli 1945 bis Oktober 1946 Bürgermeister von Godelheim, 1946 bis 1950 Landrat des Kreises Höxter und 1947 bis 1958 Mitglied des Landtags von Nordrhein-Westfalen.